# Жак Фардел
Жак Фардел е швейцарски гимнастик, един от първите учители по гимнастика в България.

## Биография
Роден е през 1862 г. В 1894 г. е пристига в България, след като получава покана от правителството на Княжество България, за да бъде учител по физическо възпитание. От 15 май 1894 г. е учител в Педагогическото училище в Казанлък. Създател е на гимнастическо дружество „Юнак“ в Казанлък през 1896 г. По-късно създава и женска чета към местното гимнастическо дружество. През 1905 г. напуска Казанлък и се установява в София, където работи в Министерство на външните работи като сътрудник в дипломатическата дейност. През 1914 г. с негова помощ в Казанлък пристигат помощи за семействата на убити войници от 23-ти пехотен шипченски полк. По време на мирната конференция в Ньой е един от защитниците на националните интереси на България.
Умира на 10 юли 1941 г. в София. Според други източници умира на 2 юли 1942 г.

## Памет
На Жак Фардел е наречена улица в квартал „Малинова долина“ в София (Карта).